# ويليام إيرل ريد
ويليام إيرل ريد هو سياسي كندي، ولد في 13 أغسطس 1934 في نيلسون في كندا، وتوفي في 29 مايو 2013. حزبياً، نشط في British Columbia Social Credit Party ‏.